# Astronomiepark Ingolstadt

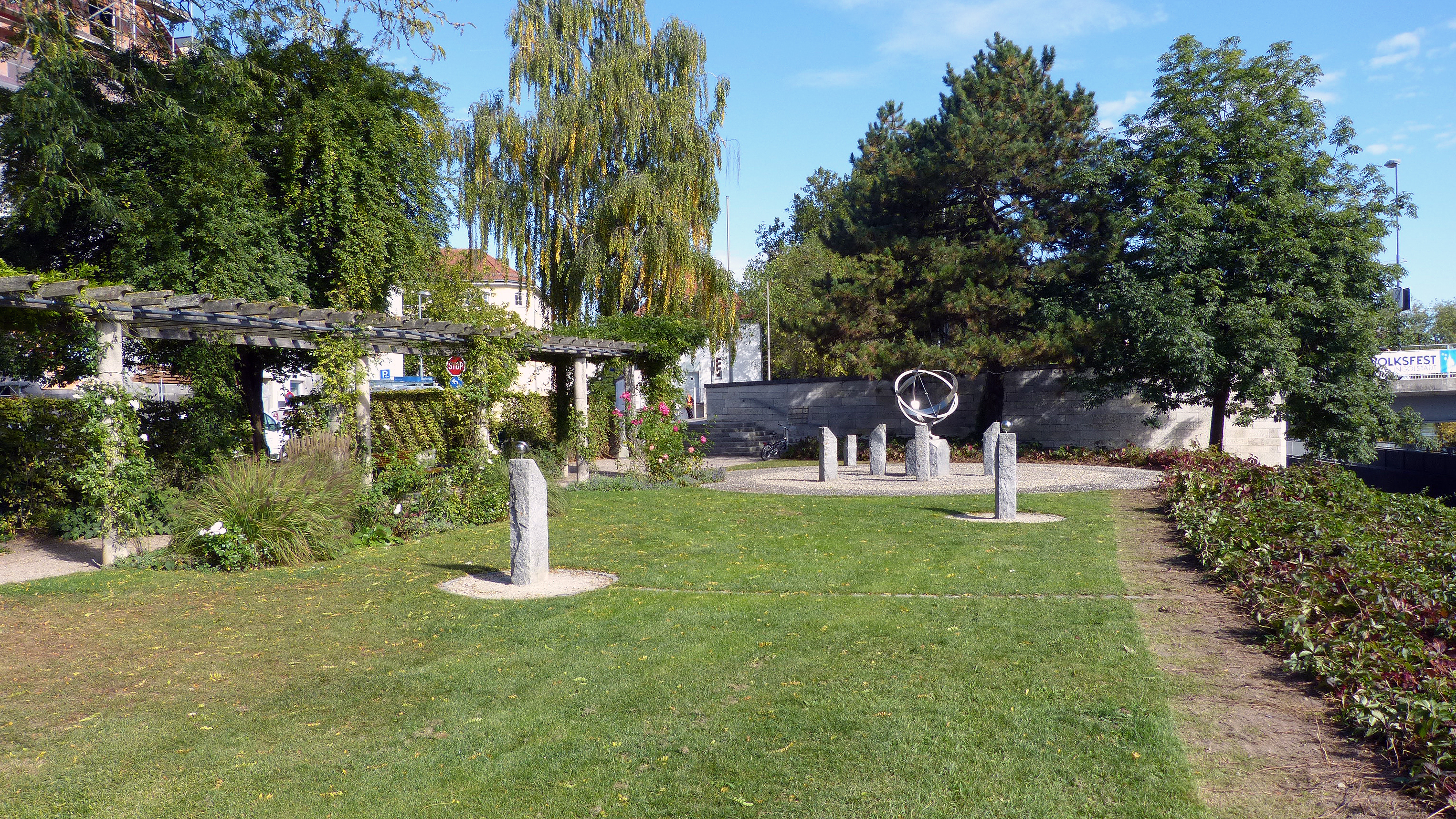
Der Astronomiepark in Ingolstadt

Der Astronomiepark, auch Planetenpark genannt, ist ein Park mit einem Modell des Sonnensystems der bayrischen Stadt Ingolstadt.

## Geschichte
Der Park wurde im Frühjahr 1998 durch den Verein der Ingolstädter Sternwarte und die Stadt Ingolstadt geschaffen. Die Eröffnung fand am 20. Juni 1998 statt. Ein Beweggrund für das Errichten eines Planetenweges in Ingolstadt war unter anderem, um an die Leistungen der Naturwissenschaftler die zwischen 1472 und 1800 in Universität Ingolstadt gelehrt und geforscht haben, zu erinnern.

## Größenverhältnisse
Die Größen der Planeten sowie der Sonne, die auch als Sonnenuhr genutzt werden kann, sind im Verhältnis {\displaystyle 1:10^{9}}, die Entfernungen hingegen werden im Verhältnis {\displaystyle 1:10^{11}} dargestellt.